# Tales from Beneath Your Mom
Tales from Beneath Your Mom è un libro sulla storia dei blink-182, pubblicato da Anne Hoppus (sorella del bassista Mark Hoppus) nel 2001. Nei 9 capitoli del libro viene raccontata la storia della band, parlando della fondazione e dei primi tour fino ad arrivare al successo di Take Off Your Pants and Jacket nel 2001. Nel libro sono presenti foto mai pubblicate prima e dei dietro le quinte.

## Edizioni
- (EN) Anne Hoppus, Blink-182: Tales from Beneath Your Mom, Plexus, 2001, ISBN 978-0-85965-323-7.